# Alexeï Tchadov
Alexeï Alexandrovitch Tchadov (en russe : Алексей Александрович Чадов) est un acteur russe de théâtre et de cinéma, né le 2 septembre 1981 à Solntsevo, maintenant quartier de Moscou. Il est le frère cadet d'Andreï Tchadov.

## Biographie

### Enfance
Alexeï Tchadov naît à Solntsevo, à la périphérie de Moscou. Son frère et lui sont élevés par leur mère, Galina Petrovna, à mille lieues du monde du cinéma. Elle assure seule l'éducation des deux garçons après le décès du père. Alexeï n'a alors que cinq ans.
Écolier, il se joint au groupe de théâtre de son école. Le lièvre du conte de fée Le Chaperon rouge, d'Evgueni Schwarz, est donc le premier rôle qu'il joue. Malgré la presque insignifiance du rôle, il gagne le prix "Lauréat" et est récompensé par un voyage à Antalya, en Turquie.
Après le lycée, il s'inscrit à l'école de théâtre Mikhaïl Chtchepkine, aux cours de Vladimir Selezniov, dont il sort diplômé en 2003. Durant ses années d'étudiant, il se préoccupe déjà de sa future carrière cinématographique.

### Carrière
Le premier film dans lequel tourne Alexeï est La Guerre, du réalisateur Alekseï Balabanov, en 2002. Le film rencontre un immense succès à sa sortie en salle, et, pour cette première prestation, Tchadov reçoit le Prix du meilleur acteur au Festival des films du monde de Montréal. Ce succès international éveille l'intérêt des réalisateurs pour le jeune acteur. On le retrouve alors très vite, dans le même registre, interprétant le rôle de Kolia Malakhov dans la série télévisée Sur une hauteur sans nom, dont l'action se situe en 1944, lors de l'affrontement entre l'URSS et l'Allemagne fasciste.
En 2003, il est invité par le réalisateur Andreï Prochkine à tenir le rôle principal de Kostia Zotikov, dans le drame intitulé Le Jeu des papillons de nuit. Il est, la même année, aux côtés de Timur Bekmambetov pour lequel il interprète le jeune vampire Kostia dans le blockbuster Night Watch, dont le père, interprété par Valery Zolotoukhine, essaye désespérément de le rendre à la condition d'humain.
En 2005, c'est le réalisateur Alexandre Veledinski qui lui donne le rôle d'un prêtre dans le film de guerre Vivant, sur la guerre en Tchétchénie (le titre initial devait être Ce que nous ne serons pas). À l'occasion de ce film, Tchadov tourne pour la première fois avec son frère Andreï. Alexeï Tchadov participe à d'autres grandes productions comme Le 9e escadron ou Canicule ou encore les deux volets de L'Amour dans les mégalopoles.
Le 6 février 2012, Alexeï Tchadov se prononce officiellement pour la candidature de Vladimir Poutine à l'élection présidentielle russe de 2012.

### Vie familiale
La mère d'Alexeï Tchadov, Galina Petrovna, est ingénieur. Son frère aîné, Andreï Tchadov, acteur. À quinze ans, il devient le petit ami de l'actrice Oksana Akinchina. De 2006 à 2009, il est en couple avec l'actrice lituanienne Agnia Ditkovskite. C'est l'histoire d'amour la mieux connue et la plus longue que l'on prête à l'acteur. Selon les dires même d'Alexeï Tchadov, il est maintenant libre et se concentre sur la recherche artistique.

## Filmographie
- 2002 : La Guerre (Война, Voïna)  d'Alekseï Balabanov : Ivan Ermakov
- 2003 : Jeux des Éphémères (Игры мотыльков) d'Andreï Prochkine :  Kostia
- 2003 : Sur une hauteur sans nom (На безымянной высоте) de Viatcheslav Nikiforov : Malakhov (série télévisée)
- 2004 : Night Watch (Ночной Дозор) de Timour Bekmambetov : vampire
- 2005 : Le 9e escadron (9 рота) de Fiodor Bondartchouk : Vorobiov
- 2006 : Serko de Joël Farges : Dimitri
- 2006 : Day Watch (Дневной Дозор) de Timour Bekmambetov : vampire
- 2006 : Vivant (Живой, Jivoï) d'Alexandre Veledinski : Sergueï
- 2006 : Canicule (Жара, Jara) de Rezo Gigineishvili : Alekseï
- 2007 : orANGELove (Оранжлав) d'Alan Badoyev : Roman
- 2007 : Fantassins, seuls en première ligne (Слуга государев) d'Oleg Riaskov : Angie
- 2009 : L'Amour dans les mégalopoles (Любовь в большом городе) :
- 2010 : L'Amour dans les mégalopoles 2 (Любовь в большом городе 2) :
- 2010 : SLOVE : Droit au cœur (SLOVE. Прямо в сердце) de Youri Staal : Ronine
- 2014 : Viy (Вий) d'Oleg Steptchenko : Petrus
- 2019 : The Blackout (Аванпост) : Oleg